# Apogonia rotundiceps
Apogonia rotundiceps är en skalbaggsart som beskrevs av Moser 1919. Apogonia rotundiceps ingår i släktet Apogonia och familjen Melolonthidae. Inga underarter finns listade i Catalogue of Life.